# Jeremy Hardy
Jeremy Hardy (Hampshire, 17 de julho de 1961 — Londres, 1 de fevereiro de 2019) foi um ator e comediante britânico.

## Televisão
- Now, Something Else (1986–1987)
- Helping Henry (1988)
- Blackadder Goes Forth (1989)
- Jack and Jeremy's Real Lives (1996)
- If I Ruled the World (1998)
- QI (2003)
- Grumpy Old Men (2004)
- Mock the Week (2006)
- Countdown (2007)
- The Voice (2008)
- I'm Sorry I Haven't A Clue (2008)

## Rádio
- The News Quiz
- I'm Sorry I Haven't a Clue
- Jeremy Hardy Speaks to the Nation
- Unnatural Acts
- At Home with the Hardys
- You'll Have Had Your Tea
- Chain Reaction
- Comic to Comic
- The Unbelievable Truth

## Filmes
- How to Be
- Hotel

## Ligações Externas
- Robert Pattison Br
- Jeremy Hardy. no IMDb.
- RadioListings - Jeremy Hardy Radio Programmes
- Jeremy Hardy interview with eyebrow magazine